# 허구 장소
허구 장소는 네가버스, 행성 X, 또는 스카이림 등 허구에서만 존재하며 현실에는 존재하지 않는 곳이다. 작가는 생성하고 가상의 작품 배경으로 봉사하는 등의 장소를 기술 할 수 있다. 허구 장소는 또한 던전 앤 드래곤과 같은 롤플레잉 게임의 설정으로 사용하기 위해 작성된다. 또한 그것은 EAN "국가" 코드 978 및 979 책의 할당 ISBN 번호를 사용할 수 있도록 하기 위해 사용되고, 코드 977은 잡지 및 기타 연속간행물에 ISSN 번호에 대한 사용을 위해 할당 받아야 하는 북랜드의 가상의 나라처럼, 사양의 개발에 사용하기 위한 실제 현실에서의 기술적인 이유로 이용될 수 있다.

## 같이 보기
- 지역 번호 555
- 허구 국가
- 허구 세계
- 허구 장소 목록
- 신화 장소 목록
- 분류:허구 장소